# Celta (serviço ferroviário)

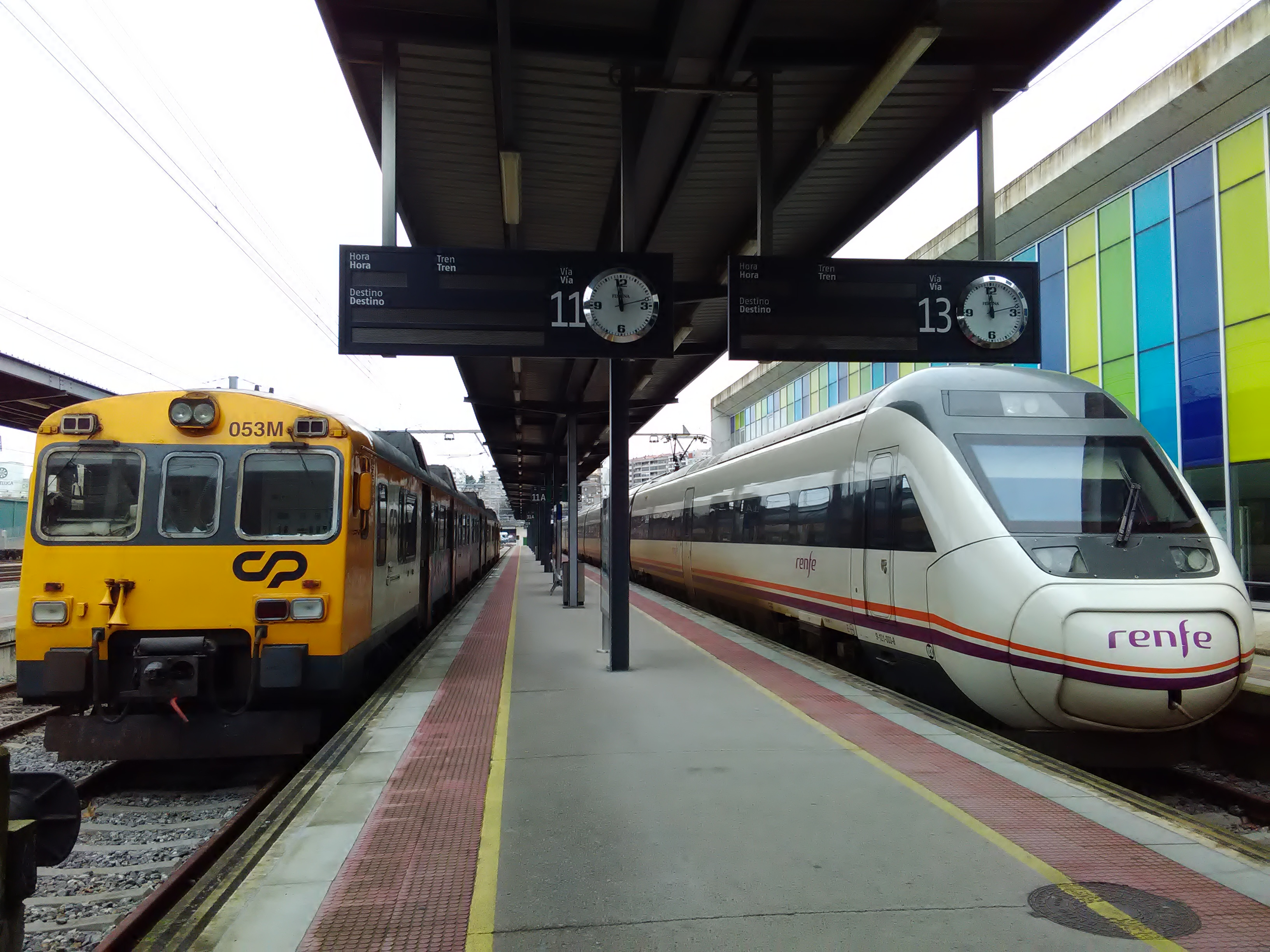
Automotora da série 592 da CP, estacionada na estação de Vigo-Guixar junto a automotora do serviço regional da RENFE, em 2016

O Celta, anteriormente conhecido como Comboio Internacional Porto-Vigo, é um serviço ferroviário prestado pela operadora Comboios de Portugal, que une as cidades do Porto, em Portugal, e de Vigo, na Galiza.

## Caracterização
O serviço Celta efectua-se duas vezes por dia em cada sentido, ligando as Estações de Porto-Campanhã e Vigo-Guixar, com paragem em Nine, Valença e Viana do Castelo. O serviço é prestado por automotoras da série 592 da CP, e a  duração de cada viagem é de cerca de 2 horas e 15 minutos.

## Ligações com transbordo
Na estação de Vigo-Guixar, términus dos serviços internacionais (Celta e Regional Internacional), é possível efectuar transbordo para os regionais da RENFE com destino às cidades de Pontevedra, Santiago de Compostela, Corunha e para os comboios do tipo Regional com destino a Ourense, Alvia com destino a Madrid-Chamartín e Trenhotel com destino a Madrid-Chamartín e Barcelona-Sants.
Na estação de Redondela, é possível efectuar transbordo entre o Regional Internacional (Valença-Vigo) e os comboios regionais da RENFE com destino a Pontevedra, Santiago de Compostela e Corunha, bem como para os comboios com destino a Ourense.
Na estação de Guillarei é possível efectuar transbordo entre o Regional Internacional (Valença-Vigo) e os comboios com destino a Ourense.
Na estação de Nine é possível efectuar transbordo entre o Celta e os suburbanos da CP Porto com destino a Braga e ao Porto, que servem estações como Famalicão e Trofa.
Na estação de Porto-Campanhã é possível efectuar transbordo entre o Celta e os comboios Alfa Pendular e Intercidades com destino a Lisboa-Santa Apolónia, Coimbra-B e Faro, bem como para os interregionais com destino à Régua e ao Pocinho, e para os urbanos da CP Porto com destino a Aveiro, Braga, Guimarães e Marco de Canaveses

## História

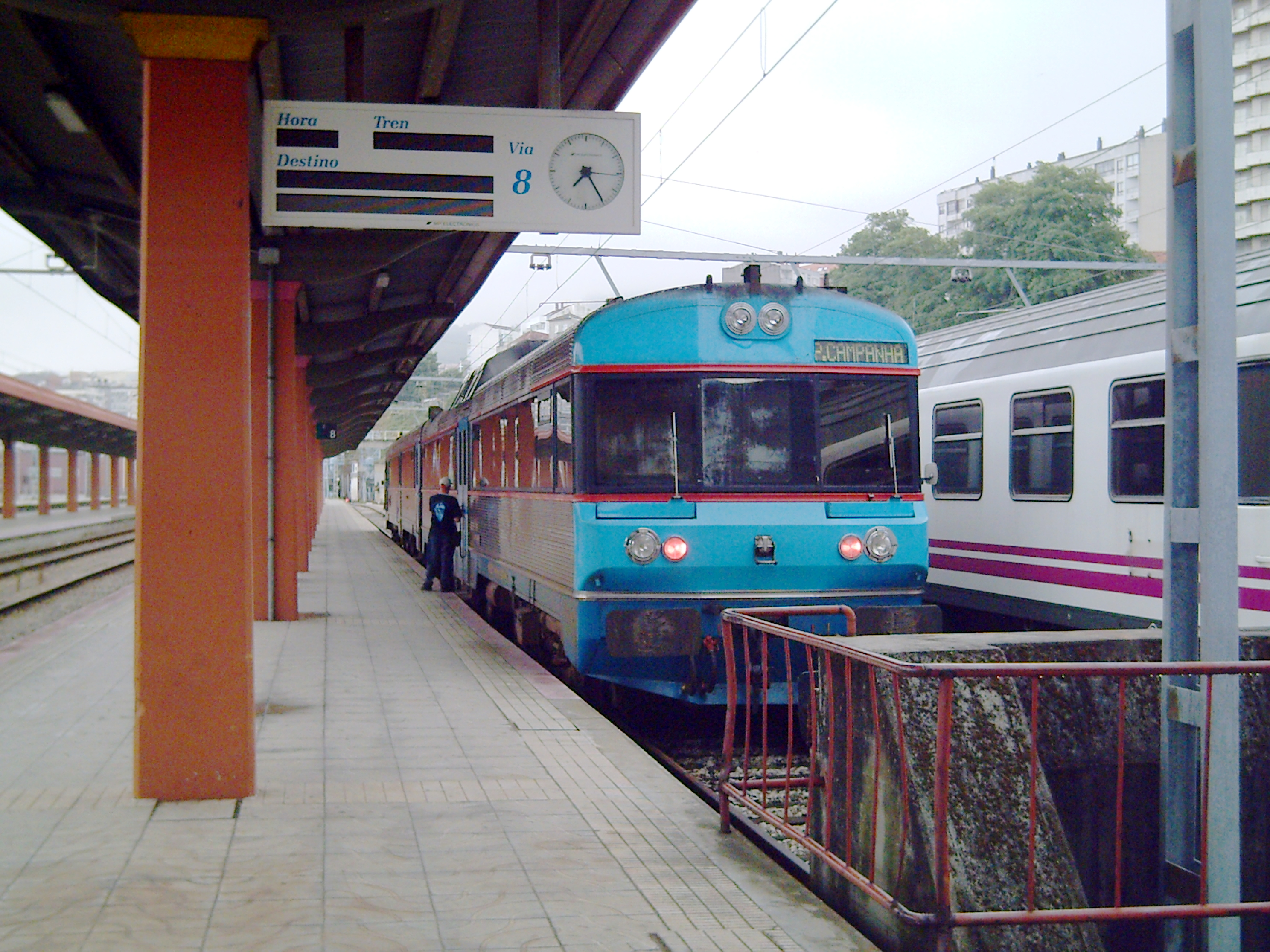
Automotora da Série 0450 da CP, na antiga Estação de Vigo, em 2008.

### Antecedentes e operação
Sucede a um antigo serviço que se iniciou em 10 de Janeiro de 1868, que ligava Vigo a Lisboa, que se realizava três vezes por semana, e que pouco depois passou a circular diariamente; o serviço entre Porto e Vigo iniciou-se em 1913, sendo em 1952 utilizada uma carruagem, que era rebocada desde Campanhã pelo comboio internacional para a Corunha.
Entre 1980 e 1984, a frequência deste serviço, com o nome Lisboa-Porto-Galiza, foi aumentado de duas para três composições. Em 1989, o percurso já tinha sido truncado, unindo apenas o Porto a Vigo, e o número diário de composições em cada sentido foi de novo reduzido para apenas duas.

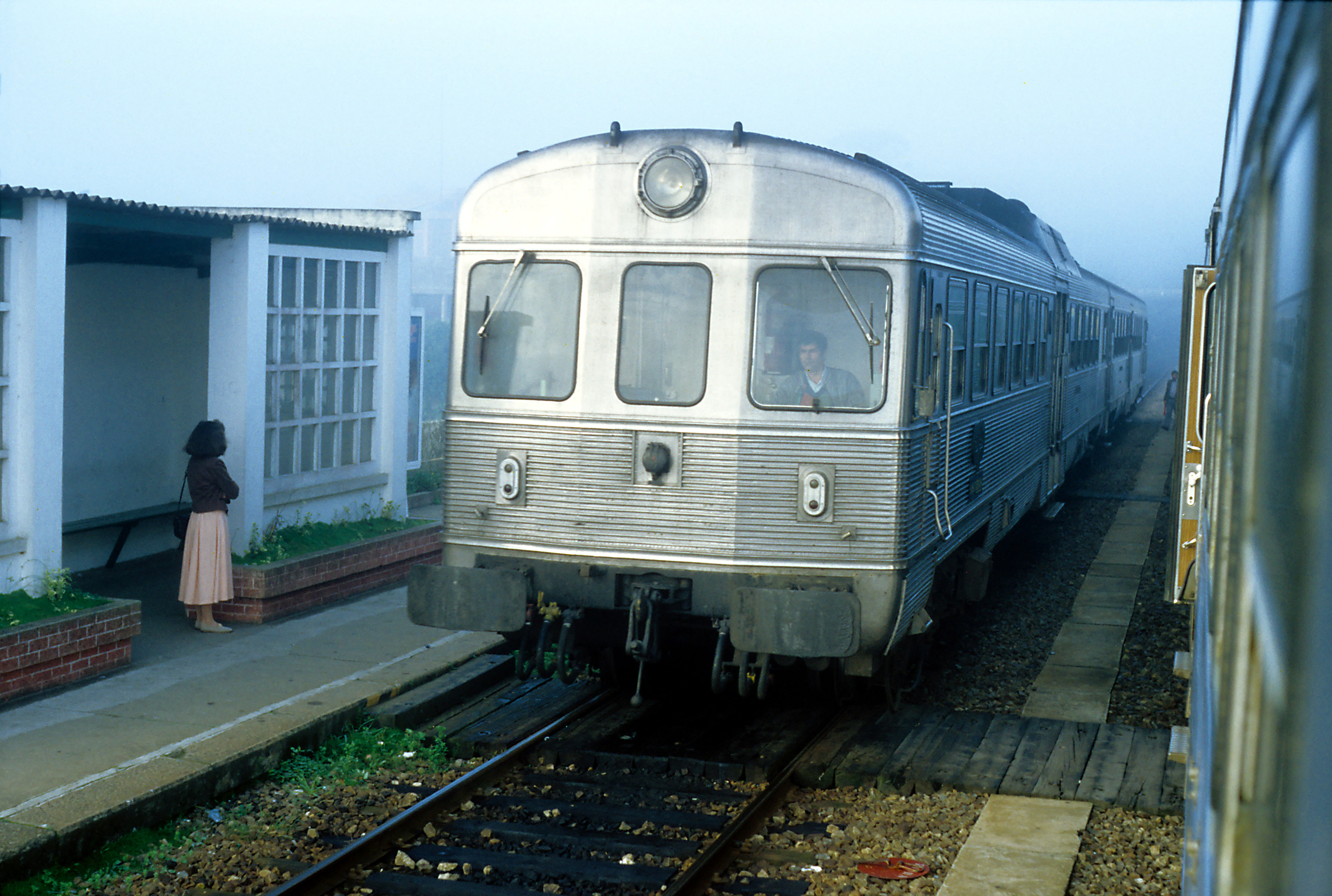
Automotoras em serviço regional e internacional, em Caminha, 1998.

Em 1994, este serviço era assegurado por automotoras da Série 0600/0650.
Em 2001, era realizado duas vezes por dia, demorando cerca de 3 horas e 15 minutos; utilizava material circulante espanhol ou português, e tinha paragens em Viana do Castelo, Valença, Tui, Guillarei, O Porriño, e Redondela.

### Suspensão programada de 2005
Em 2005, o operador Comboios de Portugal pretendeu suspender o Comboio Internacional Porto-Vigo, devido à queda na procura, resultante da melhoria nas ligações rodoviárias entre a Galiza e o Minho, e a falta de qualidade na viagem. Esta decisão foi, no entanto, contestada por vários autarcas da região, pelos passageiros, e por várias partes em território espanhol, pelo que a transportadora decidiu não suspender o serviço.

### Suspensão planeada de 2011

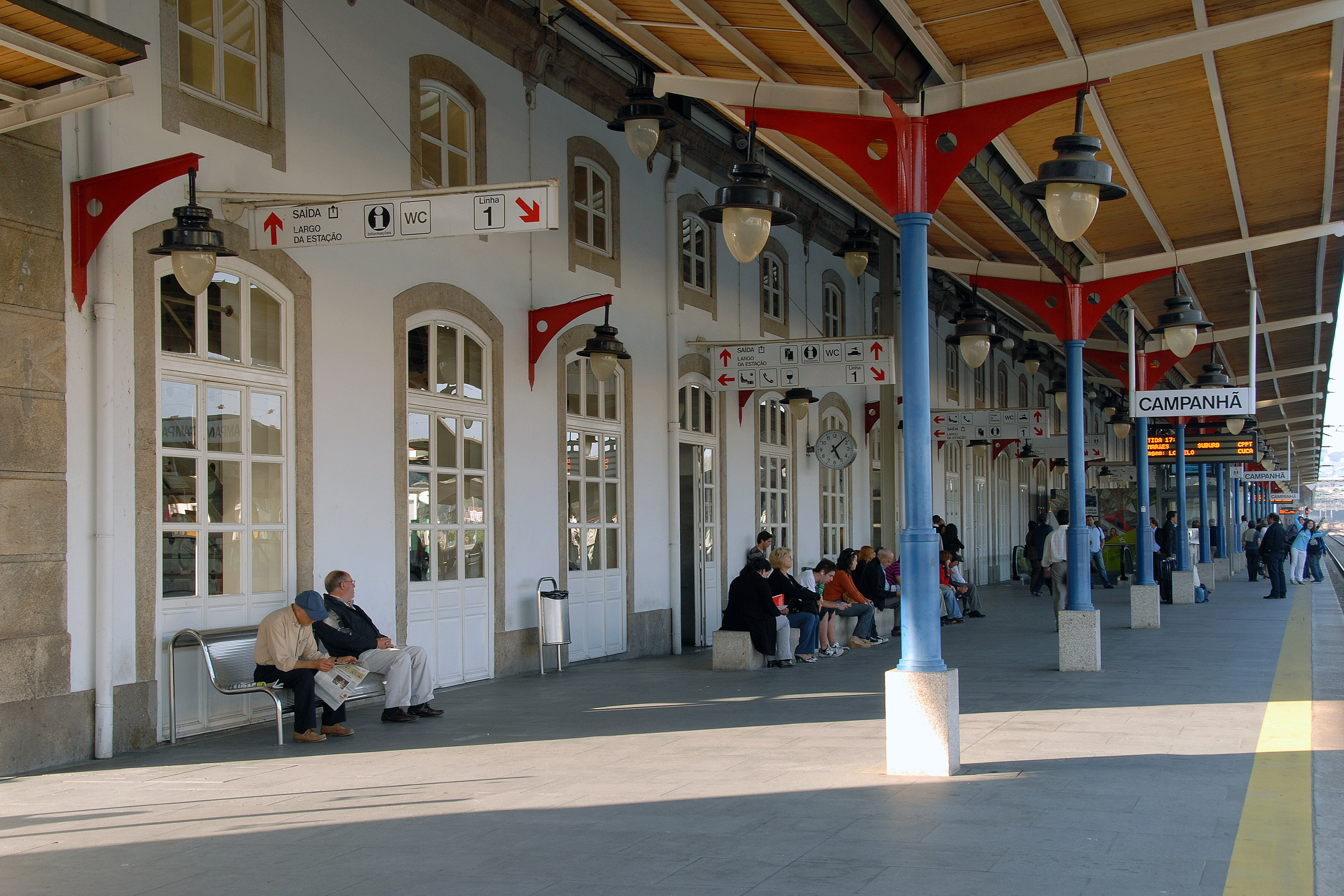
Estação Ferroviária de Porto-Campanhã, em 2008.

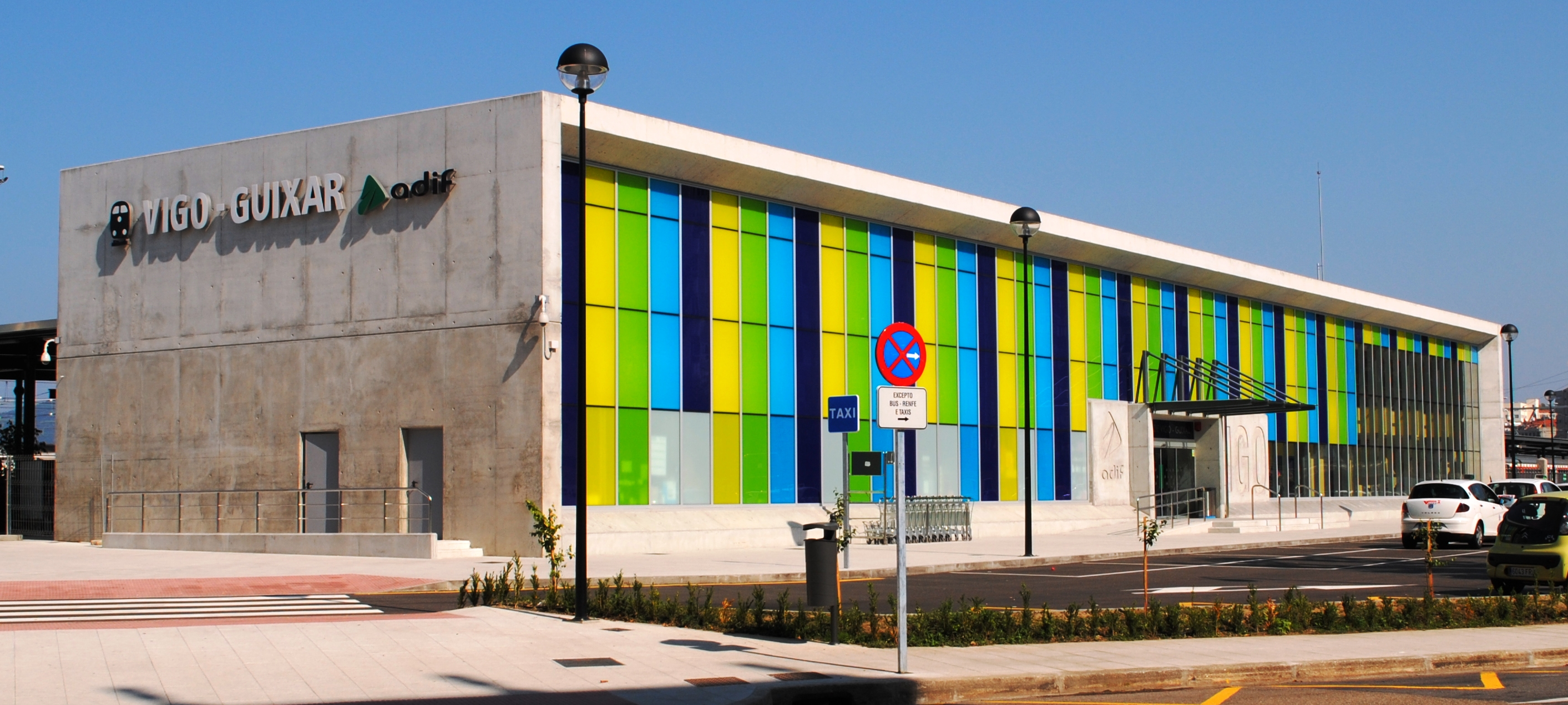
Estação de Vigo-Guixar, 2011

Em Janeiro de 2011, a autarquia de Viana do Castelo criticou os horários e o conforto dos comboios na Linha do Minho, tendo defendido que esta ligação fosse modernizada, utilizando parte dos fundos destinados à construção da linha da alta velocidade entre Porto e Vigo.
A operadora Comboios de Portugal anunciou, nesse ano, que iria suspender este serviço em 10 de Julho, por motivos de obras, e devido ao reduzido volume de passageiros; esta decisão teve o apoio da operadora espanhola Renfe. Com efeito, os comboios transportavam apenas cerca de 15 500 passageiros por ano, o que fazia uma média de 11 passageiros por viagem. Esta reduzida procura ligava-se à falta de competitividade desta ligação ferroviária em relação ao transporte rodoviário no mesmo trajecto, principalmente devido à duração da viagem, em cerca de 3 horas e 20 minutos, contra 2 horas, por autocarro; por outro lado, a ausência de técnicos de revisão em território espanhol permitia a realização de viagens sem pagamento, o que resultava num agravamento do prejuízo, que atingia cerca de 232 mil euros por ano. Por outro lado, a empresa espanhola pretendia criar um serviço próprio entre Vigo e Tui, uma vez que aquela estação apenas era utilizada pelo comboio entre o Porto e Vigo. Em Julho, os deputados do Bloco Nacionalista Galego anunciaram que a transportadora portuguesa despendia cerca de 200 euros por noite, no alojamento dos funcionários que faziam o comboio até Vigo.
Esta medida foi criticada pelo autarca de Vigo, Abel Caballero, pela Associação de Utentes dos Comboios de Portugal, que apontaram que esta era a única ligação ferroviária entre o Norte do país e a Galiza, o que iria prejudicar a mobilidade nesta região, e pela Direcção da Organização Regional do Porto do Partido Comunista Português, que referiu a importância económica e histórica desta ligação. Ilda Figueiredo, eurodeputada deste partido, inquiriu a Comissão Europeia sobre se seria possível fornecer mais apoios para a modernização e valorização desta linha internacional, a sua integração com outras infra-estruturas de transporte em território nacional, como o Porto de Viana de Castelo e o Aeroporto Sá Carneiro, na cidade do Porto, e o aproveitamento da rede ferroviária do Minho na zona de influência do Porto de Leixões; este partido anunciou, igualmente, a apresentação de um Projecto de Resolução na Assembleia da República, com recomendações para a modernização da ligação internacional e dos serviços de passageiros e de mercadorias entre o Porto e Vigo. Também foi entregue um requerimento ao Ministério da Economia, de forma a solicitar mais informações sobre este assunto, da parte dos deputados do Partido Socialista. O alcaide de Tui, Moisés Rodriguez, alertou que, caso o comboio Porto-Vigo fosse suspenso, a população iria interromper a circulação na Ponte Internacional de Valença; este aviso foi feito durante um encontro promovido em Viana do Castelo por utentes daquele serviço, onde se discutiu a necessidade de o tornar mais competitivo, através da realização de investimentos em infra-estruturas na Linha do Minho.
A operadora garantiu que esta decisão apenas iria incidir sobre o transporte de passageiros, sem perturbar os serviços de mercadorias para a Galiza, pela Linha do Minho, e, no dia 6 de Julho, admitiu, após reunião com os deputados do Partido Social Democrata de Viana do Castelo, que, em vez de suspender o serviço, podia reduzir o seu percurso, de Vigo para Tui, de forma a se poderem realizar outras ligações em território Espanhol, e que iria aumentar para quatro o número de comboios por dia.
No dia 8 de Julho, a operadora Comboios de Portugal declarou já ter entrado em acordo com a sua homóloga espanhola, depois desta ter prometido o pagamento dos custos de circulação das automotoras portuguesas em território espanhol, pelo que a suspensão do serviço foi cancelada; mantiveram-se, assim, as dois comboios diários, em cada sentido, entre o Porto e Vigo. Após a transportadora ter recuado na sua decisão, a Associação Portuguesa de Hotelaria, Restauração e Turismo defendeu a modernização deste serviço, de forma a se tornar uma alternativa viável às ligações rodoviárias internacionais.
Em Agosto do mesmo ano, todos os serviços ferroviários de passageiros para Vigo foram transferidos para a Estação de Vigo-Guixar, devido à demolição da antiga Estação de Vigo, para construir, no seu lugar, um terminal para os serviços de alta velocidade em Espanha.
Em Setembro, a operadora Comboios de Portugal garantiu que iria continuar a realizar este serviço, pelo menos até 31 de Janeiro de 2012; em Janeiro, a operadora Comboios de Portugal garantiu que este comboio iria ser continuado além do dia 31, encontrando-se em negociações com a Renfe Operadora. Naquele mês, o alcaide de Tui defendeu a manutenção do serviço, e elogiou a posição portuguesa, afirmando que se estava, a pressionar a Renfe, o Ministério do Fomento de Espanha e o Governo Espanhol para que assumam os custos relativos ao comboio, em território espanhol. Em Fevereiro, o presidente da Câmara Municipal do Porto, Rui Rio, criticou este serviço ferroviário, tendo afirmado que era necessária uma ligação mais eficaz para a integração no interior da Euro-região da Galiza-Norte de Portugal.

### Alterações em 2013
Em 2 de Julho de 2013, verificaram-se várias alterações neste serviço, passando a denominar-se de Celta, e a ligar directamente Porto-Campanhã a Vigo, sem paragens intermédias.

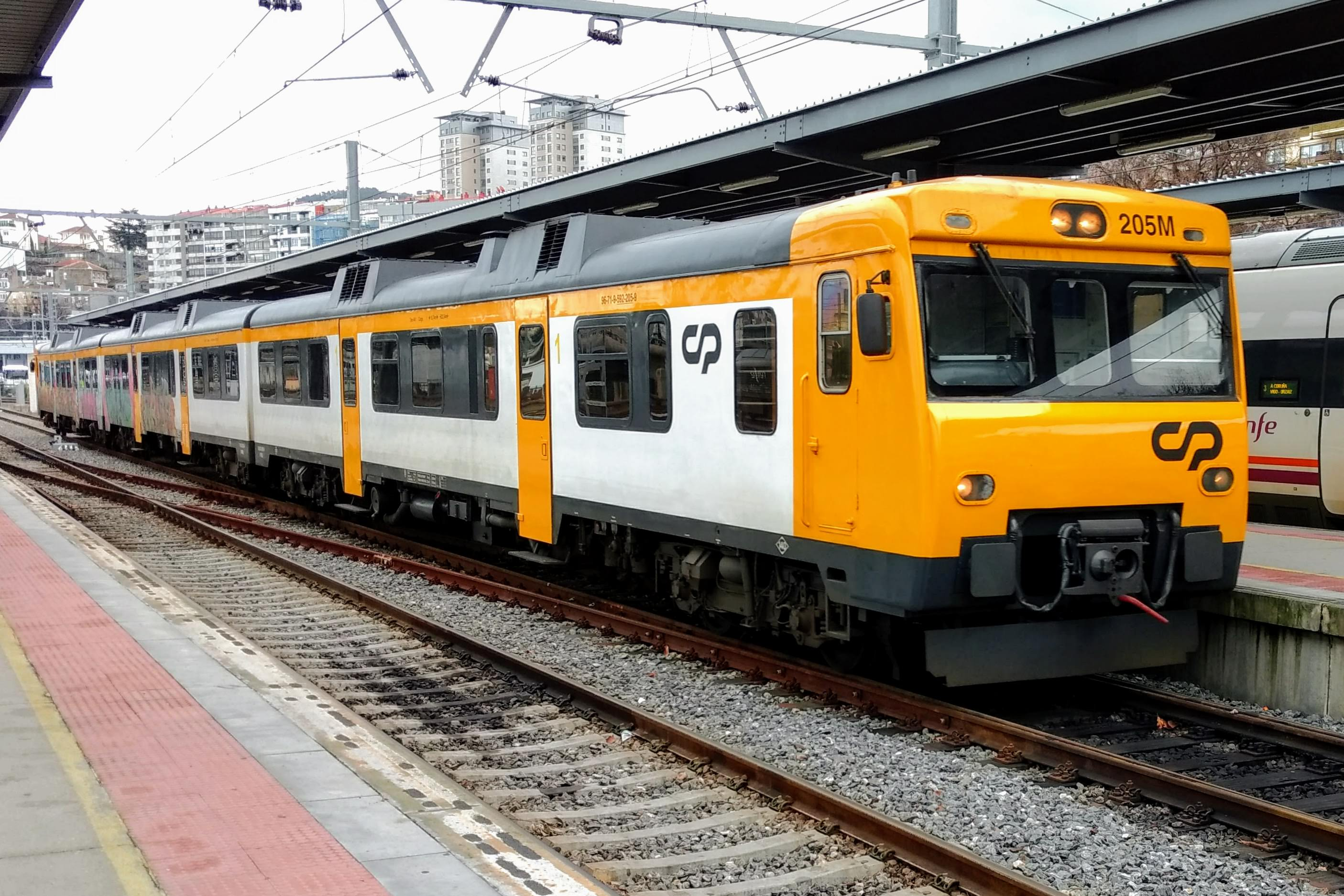
O comboio celta da Renfe e Comboios de Portugal na estação de Vigo - Guixar (Espanha)

### Alterações em 2014
Em 1 de Julho de 2014, o serviço Celta volta ter paragens em Nine, Viana do Castelo e Valença, sem que a duração da viagem seja penalizada.

### Alterações em 2017
A partir do dia 17 de Novembro de 2017, o serviço Celta passou a contar com novas automotoras da série 592.2 alugadas à RENFE. Estas automotoras permitem melhores prestações (maior velocidade, aceleração e travagem) e um melhor conforto para os passageiros (possibilidade de transporte de bicicletas). Estas unidades substituem a antiga série 592 também ela alugada à RENFE.

### Pandemia de covid-19
A pandemia suspendeu por duas vezes o serviço, entre 15 de março e 16 de agosto de 2020 e entre 31 de janeiro e 01 de maio de 2021, devido ao fecho das fronteiras.

### Crescimento
Em Julho de 2017, a CP - Comboios de Portugal anunciou que o número de passageiros mais do que triplicou nos últimos 4 anos [desde 2013], ou seja desde a criação do serviço 'Celta'. Em 2016 foi atingido um recorde histórico, tendo os passageiros transportados ultrapassado 80 000 pessoas. O presidente da câmara de Viana de Castelo mostrou-se satisfeito pelo desempenho da ligação : “ Isto dá ânimo àqueles que lutaram pela modernização da linha que esteve para encerrar. Estes números do Celta são a demonstração de que a modernização da Linha do Minho fazia todo o sentido e bastaram algumas pequenas melhorias no serviço e nos horários, para que nestes anos houvesse um aumento tão significativo no tráfego de passageiros”. O secretário-geral do Eixo Atlântico lembrou que o Celta já é "um comboio rentável" mas não esquece que "ainda não é um comboio competitivo, porque está muito longe dos patamares de competitividade que tem de ter.".
Em 2022, transportou mais de 110 mil passageiros.